# Oblast Tver
De oblast Tver (Russisch: Тверская область, Tverskaja oblast) is een oblast (bestuurlijke eenheid) van Rusland. De hoofdstad is de gelijknamige stad Tver. Andere steden zijn Rzjev, Vysjni Volotsjok en Kimry.
De oblast ligt op het Russisch Laagland, en omvat ook de heuvels van de Waldajhoogte. Talrijke meren (waaronder het Seligermeer) liggen in het gebied, evenals de bovenloop van de Wolga. Ongeveer 50 % van de oppervlakte is bebost. De oblast grenst aan de volgende oblasten: Pskov (westen en noordwesten), Novgorod (noorden), Vologda (noordoosten), Jaroslavl (zuidoosten), Moskou (zuiden) en Smolensk (zuidwesten).
Er lopen vele verkeersslagaders door de oblast, waaronder de verbindingen Moskou–Sint-Petersburg en Moskou–Riga.
Belangrijkste industrieën zijn metaal, textiel en chemie.

## Geschiedenis
Op 25 november 1775 werd de namestnitsjestvo Tver geformeerd, die op 12 december 1796 veranderd werd naar het gouvernement Tver. Dit gouvernement bestond tot 1917 in het Russische Rijk en vervolgens van 1917 tot 30 augustus 1929 als onderdeel van de Russische SFSR. Daarop werd het gouvernement opgeheven en verdeeld over Moskou en Smolensk. De stad Tver werd in 1931 hernoemd naar Kalinin, ter ere van sovjetrevolutionair Michail Kalinin, waarop het gouvernement Tver opnieuw werd gesticht als oblast Kalinin op 29 januari 1935. In 1990 werd de naam van stad hersteld naar Tver en de naam van de oblast veranderd naar oblast Tver.

## Demografie
| 1926      | 1939      | 1959      | 1970      | 1979      | 1989      | 2002      |
| --------- | --------- | --------- | --------- | --------- | --------- | --------- |
| 2.666.000 | 2.487.000 | 1.805.000 | 1.717.000 | 1.649.000 | 1.670.000 | 1.471.500 |